# Association Marius Plateau
L'Association Marius Plateau est un regroupement d'anciens combattants d'Action française fondé le 22 janvier 1930 à l'occasion du septième anniversaire de l'assassinat de Marius Plateau, secrétaire général des Camelots du Roi.

## Historique
Cette association est créée en 1930 dans l'intention de concurrencer les Croix-de-Feu fondée trois ans plus tôt par le colonel François de La Rocque. Son objet est de « maintenir et revivifier l'esprit de la victoire ». Elle regroupe principalement les anciens combattants de l'Action française.
Les statuts du groupement sont les suivants :

« 1) renouer et entretenir entre les anciens combattants français les liens étroits de camaraderie qui les unissaient pendant la guerre 1914-1918 ;
2) maintenir et vivifier l’esprit de la victoire, c’est-à-dire lutter contre la politique d’Aristide Briand qui sait, lui, comme pas un, se servir de certains anciens combattants pour contresigner sa politique d’abandon ;
3) honorer la mémoire des frères d’armes tombés ou disparus au champ d’honneur ;
4) venir en aide aux camarades dignes d’intérêt en leur facilitant les moyens de trouver un emploi » »

En 1936, l'association n'est pas dissoute et devient un refuge pour les membres de la ligue d'Action française et les Camelots du Roi.

## Structure de l'organisation
Joseph Darnand est le premier président de l'association mais il est rapidement remplacé par Georges Gaudy. Ce dernier occupe cette responsabilité encore après la Seconde Guerre mondiale.
Georges Bernanos, Binet-Valmer, Robert Bourin, Georges Calzant, Pierre de Cazenove de Pradines, Jacques Delebecque, Joseph Delest, Bernard Denisane, Lucien Lacour, le colonel Georges Larpent et le docteur Raymond Tournay sont membres du comité directeur.
Guy Steinbach, doyen des Camelots du Roi et membre de la Restauration nationale, en devient le secrétaire général à la suite du décès de Georges Gaudy. Cette nomination est vivement critiquée le 3 novembre 2005 par Pierre Pujo qui reproche à Guy Steinbach de transformer l'association en « club de retraités d'AF».

## Recrutement
L'association se compose de :

« 1) Membres actifs appartenant à l'une des organisations de l'Action française et pouvant faire la preuve, soit par leurs citations, soit par leurs bulletins d'hôpitaux ou encore par leur carte de combattant délivrée dans les conditions prévues par la loi, qu'ils ont fait partie d'une unité combattante ;
2) Membres honoraires, comprenant les veuves, ascendants et enfants des combattants morts ou disparus au champ d'honneur. »

L'association recrute difficilement dès ses débuts. En 1932, la police recense seulement 400 adhérents dans la Seine et d'autres recrues dans trois départements : Meurthe et Moselle, Ille et Vilaine et Hautes Pyrénées. Rapidement, Georges Gaudy constate que l'association n'est pas de taille pour concurrencer les autres associations d'anciens combattants.